# Siegmar Klotz
Siegmar Klotz, né le 28 octobre 1987 à Merano, est un skieur alpin italien spécialiste des épreuves de vitesse (descente et super G).  
Il a débuté en Coupe du monde en 2009 et a participé aux Championnats du monde 2013.

## Palmarès

### Championnats du monde
| Épreuve / Édition | Schladming 2013 |
| Super G           | 22e             |
| Super combiné     | Abandon         |

### Coupe du monde
- Meilleur classement général : 49e en 2013.
- Il a terminé trois fois dans le top 10 dans des épreuves (dixième à chaque fois).

### Coupe d'Europe
- 1 victoire.